# Гожанув
Гожанув (пол. Gorzanów, нім. Grafenort) — село в Польщі, у гміні Бистшиця-Клодзька Клодзького повіту Нижньосілезького воєводства.
Населення — 941 особа (2011).
У 1975-1998 роках село належало до Валбжиського воєводства.

## Демографія
Демографічна структура станом на 31 березня 2011 року:
|          | Загалом | Допрацездатний вік | Працездатний вік | Постпрацездатний вік |
| -------- | ------- | ------------------ | ---------------- | -------------------- |
| Чоловіки | 461     | 57                 | 360              | 44                   |
| Жінки    | 480     | 67                 | 302              | 111                  |
| Разом    | 941     | 124                | 662              | 155                  |